# Cercle de Bourem
Le cercle de Bourem est une collectivité territoriale malienne, dans la région de Gao.
Il compte 5 communes : Bamba, Bourem, Taboye, Tarkint et Téméra.